# Landesregierung Burgstaller I
Die Landesregierung Burgstaller war nach der Landtagswahl in Salzburg 2004 von 2004 bis 2009 die Salzburger Landesregierung unter Landeshauptfrau Gabi Burgstaller. Die Mitglieder der Landesregierung wurden vom Salzburger Landtag am 28. April 2004 angelobt. Burgstaller hatte als erste Frau und Vertreterin der SPÖ diese Funktion übernommen. Die Landesregierung Burgstaller I war bis zur Angelobung der Nachfolgeregierung Burgstaller II im Amt.
Nach dem Wechsel von Landesrat Erwin Buchinger (SPÖ) in die Bundesregierung Gusenbauer wurde dieser durch Landesrätin Erika Scharer ersetzt. Die Angelobung durch den Landtag erfolgte am 7. Februar 2007. David Brenner wurde als Nachfolger von Othmar Raus am 13. Dezember 2007 angelobt.

## Regierungsmitglieder
| Amt                                                     | Name                | Partei | Ressorts |
| ------------------------------------------------------- | ------------------- | ------ | --- |
| Landeshauptfrau                                         | Gabi Burgstaller    | SPÖ    | Bildung, Schulen, Gesundheit, Krankenanstalten, Katastrophenschutz, Feuerwehr, Frauen, Europa, Wissenschaft und Forschung                                                    |
| 1. Landeshauptmann-Stellvertreter                       | Wilfried Haslauer   | ÖVP    | Wirtschaft, Tourismus, Betriebliche Innovation und Forschung, Gemeinden, Verkehr und Infrastruktur, Museen & Galerien, Kulturelle Sonderprojekte                             |
| 2. Landeshauptmann-Stellvertreter                       | David Brenner       | SPÖ    | Finanzen und Liegenschaften, Kultur, Sport |
| Landesrat                                               | Walter Blachfellner | SPÖ    | Wohnbauförderung, Bauen (inkl. Straßenbau), Siedlungswasserwirtschaft, Konsumenten (inkl. Konsumentenschutz), Umwelt und Wasser (Wasserrecht und Gewässerschutz) und Gewerbe |
| Landesrätin                                             | Doraja Eberle       | ÖVP    | Familie, Kinderbetreuung, Jugend, Erwachsenenbildung, Volkskultur, Musikum, Erhaltung des kulturellen Erbes, Gemeindeentwicklung, Nationalpark                               |
| Landesrat                                               | Josef Eisl          | ÖVP    | Land- und Forstwirtschaft, Energie, Naturschutz, Wasser (Wasserwirtschaft und Gewässerbau), Jagd, Fischerei, Raumordnung, Bau-, Straßen- und Feuerpolizeirecht               |
| Landesrätin                                             | Erika Scharer       | SPÖ    | Personal, Arbeit, Soziales, Landesheime und Landesanstalten |
| Vorzeitig ausgeschiedene Mitglieder der Landesregierung |                     |        | |
| 2. Landeshauptmann-Stellvertreter                       | Othmar Raus         | SPÖ    | Finanzen und Liegenschaften, Kultur, Sport, Umwelt und Wasser (Wasserrecht und Gewässerschutz), Gewerbe                                                                      |
| Landesrat                                               | Erwin Buchinger     | SPÖ    | Arbeit, Soziales, Personal, Landesheime und Landesanstalten |